# Zygmunt Konrad Nowakowski
Zygmunt Konrad Nowakowski (ur. 19 lutego 1912, zm. 26 sierpnia 1993) – polski prawnik cywilista, profesor nauk prawnych, członek Tajnej Armii Polskiej, Szczur Tobruku, odznaczony Orderem Virtuti Militari, dwoma Krzyżami Walecznych oraz innymi polskimi i brytyjskimi odznaczeniami. W latach 1957-61 poseł na Sejm. W swojej habilitacji z 1947 Odpowiedzialność za cudze czyny według kodeksu zobowiązań, napisanej przed wojną, podczas pobytu uczonego we Francji, ocalonej z pożogi wojennej przez jego rodzinę, wprowadził do polskiej nauki prawa pojęcia zobowiązania rezultatu i starannego działania.

## Wybrane prace
- Przejęcie długu według kodeksu zobowiązań, Poznań 1937;
- Odpowiedzialność za cudze czyny według kodeksu zobowiązań, Poznań 1948;
- Prawo o najmie lokali i przepisy związkowe (słowo wstępne i teksty ustaw), Poznań 1949;
- Prawo ubezpieczeń rzeczowych i osobowych, Poznań 1950;
- Zarys prawa ubezpieczeń państwowych, Poznań 1954;
- Zagadnienia cywilne prawa wodnego (z T. Dybowskim i S.M. Grzybowskim), Warszawa 1957;
- Umowa dostawy, Warszawa 1960;
- Umowy gospodarcze ze szczególnym uwzględnieniem dostaw, Poznań 1962;
- Prawo obrotu uspołecznionego (z S. Buczkowskim), Warszawa 1965, 1967, 1988, 1971, 1974, 1975, 1976;
- Prawo rzeczowe — zarys wykładu, Warszawa 1969, 1972, 1980;
- Zarys prawa ubezpieczeń majątkowych i osobowych (z A. Wąsiewiczem), Poznań 1970;
- Prawo ubezpieczeń majątkowych i osobowych (z A. Wąsiewiczem), Warszawa—Poznań 1973;
- System prawa cywilnego — prawo rzeczowe, t. II (autor rozdz. X, XI, XVII, XIX; red. naczelny  W. Czachórski, red. tomu J. Ignatowicz), Wrocław—Warszawa 1977;
- Prawo cywilne i handlowe obrotu międzynarodowego, Poznań 1977